# Bartolomeo Bocchini
Bartolomeo Bocchini (Bologna, 4 aprile 1604 – tra il 1648 e il 1653) è stato un poeta e attore italiano.
Nel 1641 pubblicò il poema Le pazzie dei Savi, ovvero il Lambertaccio, sulle discordie civili di Bologna.